# Грб Калињинградске области
Грб Калињинградске области је званични симбол једног од субјеката Руске федерације са статусом области — Калињинградске области. Грб је званично усвојен 8. јуна 2006. године.

## Опис грба
Грб Калињинградске области је хералдички француски штит, подјељен на два дијела хоризонтално. Горње поље је црвене боје и у њему је слика сребрне камене тврђав са отвореним вратима и са двије сребрне цитаделне куле са стране. На штиту између кула је монограм царице Елизабете из средином XVIII вијека. Доњи дио штита је таласасто поље плаве боје у ком се налази пет златних кругова.
Грб је крунисан (краљевском) круном и урамљен је траком Ордена реда Лењина.